# Peperomia barbinodis
Peperomia barbinodis är en pepparväxtart som beskrevs av William Trelease. Peperomia barbinodis ingår i släktet peperomior, och familjen pepparväxter. Inga underarter finns listade i Catalogue of Life.